# Callosa de Segura
Callosa de Segura ist eine Gemeinde im Südosten von Spanien in der Provinz Alicante. 2024 hatte die Gemeinde 19.658 Einwohner.

## Geografie
Callosa de Segura gehört zur Comarca Vega Baja del Segura der Provinz Alicante in der Valencianischen Gemeinschaft. Callosa de Segura ist eine traditionelle spanischsprachige Stadt, die nordwestlich von Orihuela liegt. Sie kann über die Autopista AP-7, Ausfahrt 79, oder von der Autopista AP-7, Ausfahrt 733, erreicht werden und liegt nur 30 Minuten von den Flughäfen Alicante und Murcia sowie 30 Minuten vom Strand von Guardamar entfernt.
Die Stadt wird von den riesigen Bergen der Sierra de Callosa dominiert, die sich hinter ihr erheben.

## Wirtschaft
Die Wirtschaft der Stadt hängt vor allem von der Landwirtschaft und der verarbeitenden Industrie ab.

## Sehenswürdigkeiten
Die Kirche San Martín, Obispo de Tours befindet sich in der Gemeinde. Sie wurde zum historischen Denkmal erklärt.